# Cantone di Vincelles
Il Cantone di Vincelles è una divisione amministrativa dell'Arrondissement di Auxerre.
È stato istituito a seguito della riforma dei cantoni del 2014, che è entrata in vigore con le elezioni dipartimentali del 2015.

## Composizione
Comprende i comuni di:
- Andryes
- Charentenay
- Coulangeron
- Coulanges-la-Vineuse
- Courson-les-Carrières
- Druyes-les-Belles-Fontaines
- Escamps
- Escolives-Sainte-Camille
- Étais-la-Sauvin
- Fontenailles
- Fontenoy
- Fouronnes
- Gy-l'Évêque
- Irancy
- Jussy
- Lain
- Lainsecq
- Levis
- Merry-Sec
- Migé
- Molesmes
- Mouffy
- Moutiers-en-Puisaye
- Ouanne
- Sainpuits
- Saint-Sauveur-en-Puisaye
- Sainte-Colombe-sur-Loing
- Saints-en-Puisaye
- Sementron
- Sougères-en-Puisaye
- Taingy
- Thury
- Treigny
- Val-de-Mercy
- Vincelles
- Vincelottes